# Saint-Victor-la-Rivière
Saint-Victor-la-Rivière is een gemeente in het Franse departement Puy-de-Dôme (regio Auvergne-Rhône-Alpes) en telt 216 inwoners (1999). De plaats maakt deel uit van het arrondissement Issoire.

## Geografie
De oppervlakte van Saint-Victor-la-Rivière bedraagt 18,1 km², de bevolkingsdichtheid is 11,9 inwoners per km².
De onderstaande kaart toont de ligging van Saint-Victor-la-Rivière met de belangrijkste infrastructuur en aangrenzende gemeenten.

## Demografie
Onderstaande figuur toont het verloop van het inwonertal (bron: INSEE-tellingen).

1. ↑  Populations de référence 2022.